# 古事記伝
『古事記伝』（こじきでん、ふることふみのつたえ）は、『古事記』全編にわたる全44巻の註釈書である。江戸時代の国学者・本居宣長によって書かれた。『記伝』と略される。題字は宣長を召抱えた紀州藩10代藩主徳川治寶から下賜されたものである。

## 沿革

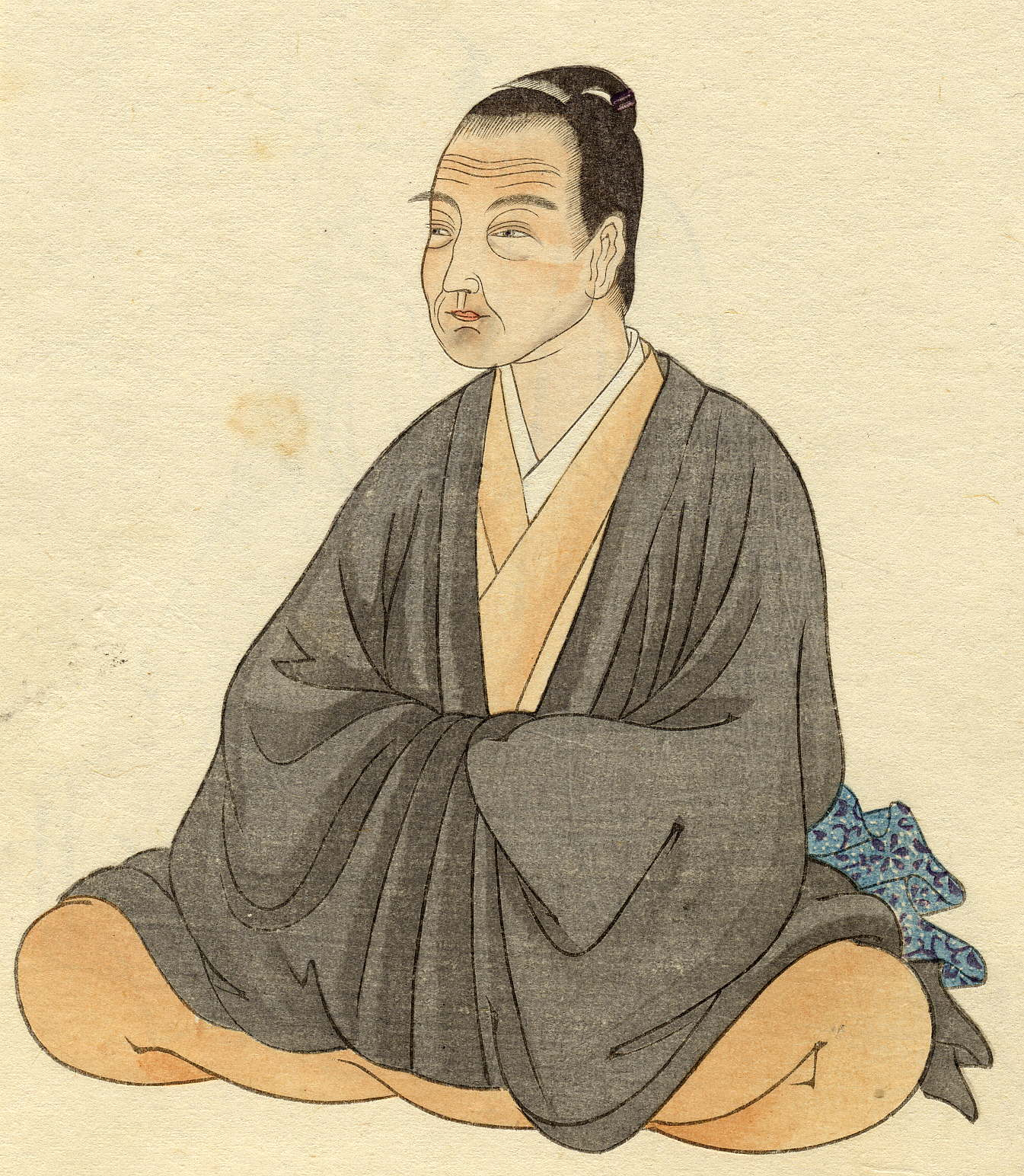
『古事記伝』は宣長の代表的な業績であり、この実証的で精細かつ膨大な書物によって『古事記』は「真の古典」としての地位を獲得した。

1764年（明和元年）に起稿し1798年（寛政10年）に脱稿し、1790年（寛政2年）から宣長没後の1822年（文政5年）にかけて版本として刊行された。
医学の修行のために上洛していた宣長は、1756年（宝暦6年）、27歳の時に店頭で『先代旧事本紀』と『古事記』を購入した。この頃、宣長は『日本書紀』を読んでおり、賀茂真淵の『冠辞考』に出会って日本の古道を学び始める。宣長が本格的に『古事記』研究に進むことを決意したのは、1763年（宝暦13年）に、私淑する真淵と「松坂の一夜」で初めて直接教えを受けた頃である。その翌年、1764年（宝暦14年）から『古事記伝』を起筆し、その間に『玉勝間』や『うひ山ぶみ』などの執筆も挟んで1798年（寛政10年）まで35年かけて成立した。

## 内容
『古事記伝』は、『古事記』の当時の写本を相互に校合し、諸写本の異同を厳密に校訂した上で本文を構築する文献学的手法により執筆されている。さらに古語の訓を附し、その後に詳細な註釈を加えるという構成になっている。『記伝』全44巻のうち、巻1は「直毘霊」（ナホビノミタマ）を含む総論となっており、巻2では序文の注釈や神統譜、巻3から巻44までは本文の註釈に分かれている。
宣長の『古事記伝』は、近世における古事記研究の頂点をなし、近代的な意味での実証主義的かつ文献学的な研究として評価されている。宣長は『古事記』の註釈をする中で古代人の生き方や考え方の中に連綿と流れる一貫した精神性、即ち「道」の存在に気付き、この「道」を指し示すことにより日本の神代を尊ぶ国学として確立させた。
宣長研究の第一人者である村岡典嗣は次のように述べている。
なお『古事記伝』を離れて単独に道を説いたものは「直毘霊」「葛花」「玉くしげ」「秘本たまくしげ」「伊勢ニ宮ささ竹の弁」等がある。

## 受容
宣長が『古事記』を称揚した影響により、それまでは正史である『日本書紀』と比して冷遇されていた『古事記』に対する評価は一変し、神典として祭り上げられるようになった。宣長は『古事記』の本文に記述された伝承を「全て真実であった」と信じ、「やまとごころ」を重視して儒教的な「からごころ」を退けるという態度を貫いた。
なお『古事記』本文の定本の一つとして現在でも参考に用いられている『訂正古訓古事記』は、宣長の死後、1803年（享和3年）に弟子の長瀬真幸が『古事記伝』の本文と訓のみを一部訂正して出版したテキストである。

### 言語研究への影響
国語学史上の定説となっている上代特殊仮名遣も「宣長によって発見された」と評価されている。第1巻の「仮字の事」で宣長は、同音の中でも言葉に応じて当てる仮字が使い分けられていることを指摘した。この宣長の着想は、後に石塚龍麿が『仮名遣奥山路』において、「エ・キ・ケ・コ・ソ・ト・ヌ・ヒ・ヘ・ミ・メ・ヨ・ロ・チ・モ」の15種に使い分けがあるとした。
その後、近代において橋本進吉が記述の価値を再発見した。当初はなかなか受け入れられなかったが、次第に広く認められるようになり、動詞などの活用や語源などの語学面のみならず、例えば『万葉集』などの歌の解釈にも大きな影響を与えることになった。

### 文学・歴史研究への影響
『古事記伝』は21世紀にあっても「『古事記』を読む時の基本書」としての地位を保ち続けている。実際、今日の『古事記』註釈書は、基本的には宣長の採用した読み、解釈にその後の研究による訂正を加えたものが主流となっている。
一方で、そうした宣長流の註釈・解釈には、様々な批判がなされている。宣長と同時代においても、例えば富士谷御杖は『古事記灯』で、『古事記』を正典とする点に賛同しながらも、宣長の日本神話についての解釈を「不合理である」とした。また、没後の門人である平田篤胤は、『古史成文』から『古史伝』に至る過程で、宣長が『古事記伝』で放棄した語釈を徹底的に拾い集め、宣長の原典尊重の意向を無視して私意を交えた大胆な解釈を施した。橘守部は『稜威道別』および『難古事記伝』において、『日本書紀』を尊重する立場を明示しながら、史実的なものと語り伝えられてきた事柄は違うことを主張した。いずれも『古事記伝』における文献学的注釈方法に対する攻撃である。
邪馬台国論争に関しては、卑弥呼女酋説・九州耶馬台国説を提唱したことから、新井白石とともにその後の耶馬台国論争の火種とされる。

## 翻刻
- 大野晋・大久保正 編集校訂『本居宣長全集』筑摩書房
  - 第9巻 - 「古事記伝」1（一之巻～十一之巻）1989年5月。ISBN 4-480-74009-0
  - 第10巻 - 「古事記伝」2（十二之巻〜二十二之巻）1989年6月。ISBN 4-480-74010-4
  - 第11巻 - 「古事記伝」3（二十三之巻〜三十三之巻）1989年7月。ISBN 4-480-74011-2
  - 第12巻 - 「古事記伝」4（三十四之巻～四十四之巻）1989年8月。ISBN 4-480-74012-0